# Seznam baz Vojnega letalstva Združenih držav Amerike
Seznam baz vojnega letalstva Združenih držav Amerike obsega letalske baze (AFB) v CONUS-u in drugje po svetu.

## Abecedni seznam
(ime baze (Država))

### A
- Andersen AFB (Guam)
- Aviano AFB (Italija)

### E
- Elmendorf AFB (Aljaska)

### H
- Hickman AFB (Havaji)
- Hurlburt Field AFB (Florida)

### K
- Kessker AFB (Misisipi)

### M
- McGuire AFB (New Jersey)
- Mildenhall AFB (Združeno kraljestvo)

### O
- Osan AFB (Južna Koreja) *

### P
- Peterson AFB (Kolorado)

### R
- Ramstein AFB (Nemčija)
- Randolph AFB (Teksas)

### S
- Scott AFB (Illinois)
- Sembach AFB (Nemčija)

### T
- Travis AFB (Kalifornija)

### V
- Vandenberg AFB (Kalifornija)

### W
- Wright-Patterson AFB (Ohio)

### Y
- Yokota AFB (Japonska)

(*) baze v mirovanju